# Авиньонска катедрала
Авиньонската катедрала или  Нотр Дам от Авиньон  (на френски: Cathédrale Notre-Dame des Doms d'Avignon) е катедрала в Авиньон. 
Сградата е исторически паметник на Франция и на Архиепархия Авиньон. Катедралата се намира по-високо от Папския дворец.

## История
Нотр Дам е построена през XII век в романски стил. Нейната историческа значимост пред други катедрали на страната се дължи на факта, че в 1309 – 1378 г. Светият Престол е не в Рим, а в Авиньон. Този период е известен като Авиньонското пленничество на папите, които по това време всъщност изпълняват и функциите на епископи на Авиньон. Дори и след края на пленничеството Авиньон не губи значение: започва Великият западен разкол, когато и в Авиньон, и в Рим има конкуруращи се папи, разделящи целия католически свят.
Интериорът съдържа многобройни произведения на изкуството, сред тях – мавзолей на папа Йоан XXII, един от шедьоврите на готическата дърворезба на XIV век. Втората съществена реконструкция възникна през XVII век. На западната кула е поставена позлатена статуя на Дева Мария.
Днес катедралата заедно с Папския дворец и мостът „Сен Бенезе“ влиза в обектите на Световното културно наследство на ЮНЕСКО.
- изглед
- античната порта
- водоливник
- детайл от пиластри

### Синопии за фрески на Симоне Мартини
- Христос пантократор с ангели
- Христос
- Мадонота с младанеца и кардинал Jacopo Stefaneschi